# Ligne Metz-Mayence

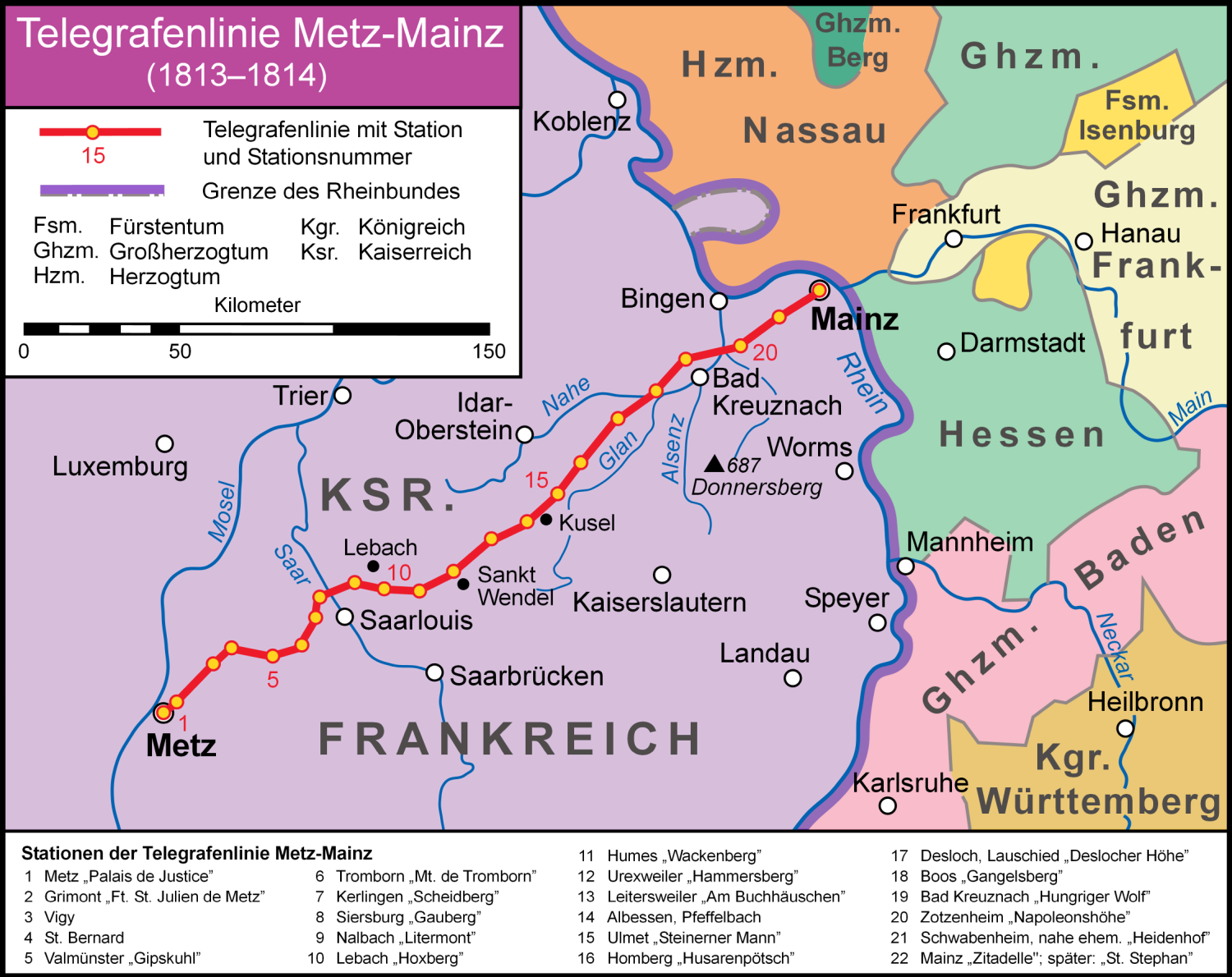

La ligne de télégraphe aérien Metz–Mayence fut mise en service en mai 1813. Elle servit à peine plus de sept mois.

## Historique
Elle avait été commandée le 13 mars 1813 par Napoléon Ier car Mayence était une place d’armes et de rassemblement importante.
Abraham Chappe, le plus jeune frère de Claude Chappe, était allé à Sarrebruck le 8 mai 1813 pour accélérer l’établissement des relais dans le département de la Sarre.
La première ligne provisoire de télégraphe fut achevée le 29 mai 1813 pour un coût de 105 000 francs. 
Elle était surtout constituée de télégraphes transportables avec des toiles de tentes pour tout abri pour les opérateurs. 
Néanmoins, l’empereur, étant sur le terrain, pouvait garder grâce à cette ligne une liaison extraordinairement rapide pour l’époque vers la capitale de son puissant empire.
Mais on s’aperçut vite que cette ligne fonctionnait très mal à cause des conditions climatiques et de la topographie du terrain. 
Tout en la gardant en service, une seconde ligne, un peu plus à l’Ouest de la première, fut mise en construction (celle qui figure sur la carte ci-contre).
Cependant, l’approvisionnement du chantier ayant pris beaucoup de retard, cette seconde ligne ne fut jamais achevée.
Après la traversée du Rhin par Blücher à Caub le 1er janvier 1814, les troupes alliées atteignirent le secteur environnant. 
Ce fut la fin de la ligne de télécommunication.

## Liste des relais de la ligne 2
|    | Lieu                                                                        | Commune actuelle                                                               | Coordonnées                 | Altitude ü. NN | Remarques |
| -- | --------------------------------------------------------------------------- | ------------------------------------------------------------------------------ | --------------------------- | -------------- | --- |
| 1  | Département Moselle (57) Metz, Palais de Justice                            | Dép. 57 Metz ville r Winston Churchill                                         | 49° 07′ 02″ N, 6° 10′ 15″ E |                | Emplacement confirmé. |
| 2  | Département Moselle (57) Grimont "Fort de Saint-Julien"                     | Dép. 57 Saint-Julien-lès-Metz Château de Grimont. Station de la seconde ligne. | 49° 08′ 27″ N, 6° 12′ 47″ E |                | Emplacement probable. |
| 3  | Département Moselle (57) Vigy                                               | Dép. 57 Vigy                                                                   | 49° 13′ 29″ N, 6° 19′ 41″ E |                | Localisation précise connue. Les coordonnées sont celles d’un emplacement signalé par le cadastre. Station de la seconde ligne.                |
| 4  | Département Moselle (57) St. Bernard                                        | Dép. 57 Saint-Bernard                                                          | 49° 15′ 37″ N, 6° 23′ 34″ E | 351 m ?        | Localisation précise inconnue. Les coordonnées sont celles d’un emplacement probable (point culminant).Station de la seconde ligne.            |
| 5  | Département Moselle (57) Valmünster « carrière de gypse »                   | Dép. 57 Valmunster                                                             | 49° 14′ 57″ N, 6° 31′ 32″ E | 318 m ?        | Emplacement non confirmé. La carrière de gypse est indiquée sous le nom de « Gipskuhl » sur les cartes actuelles. Station de la seconde ligne. |
| 6  | Département Moselle (57) Tromborn site du « Théâtre »                       | Dép. 57 Tromborn                                                               | 49° 15′ 47″ N, 6° 36′ 16″ E | 384 m          | Emplacement non confirmé. « Théatre » désigne vraisemblablement le mont de Tromborn.                                                           |
| 7  | Département Moselle (57) Ihn, Gisingen Site « Auf der/dem Steig »           | Lkrs. Saarlouis Ihn, Gisingen Wallerfangen                                     | 49° 19′ 25″ N, 6° 39′ 30″ E | 385 m          | Site « Auf der/dem Steig » non connu ; probable localisation : « Scheidberg » près de Kerlingen.                                               |
| 8  | Département Moselle (57) Rehlingen-Siersburg mont "Gauberg"                 | Lkrs. Saarlouis Rehlingen-Siersburg                                            | 49° 22′ 18″ N, 6° 39′ 52″ E | 308 m          | localisation « Am Telegraph » |
| 9  | Département Moselle (57) Nalbach, Düppenweiler mont « Litermont »           | Lkrs. Saarlouis Nalbach                                                        | 49° 24′ 05″ N, 6° 47′ 06″ E | 413 m          | Relais restauré ; Association de promotion à Nalbach                                                                                           |
| 10 | Département Sarre (101) Lebach, Eidenborn mont « Hoxberg »                  | Lkrs. Saarlouis Eidenborn OT de Lebach                                         | 49° 23′ 29″ N, 6° 52′ 53″ E | 411 m          | |
| 11 | Département Sarre (101) Humes mont « Wackenberg »                           | Lkrs. Neunkirchen Humes OT von Eppelborn                                       | 49° 23′ 18″ N, 6° 59′ 14″ E | 405 m          | |
| 12 | Département Sarre (101) Urexweiler mont « Schalksberg »                     | Lkrs. Saint-Wendel Urexweiler OT von Marpingen                                 | 49° 25′ 20″ N, 7° 05′ 24″ E | 410 m          | « Schalksberg » est aussi désigné par « Hammersberg » sur les cartes récentes.                                                                 |
| 13 | Département Sarre (101) Niederkirchen, Leitersweiler site « Buchhäuschen »  | Lkrs. Saint-Wendel Niederkirchen, OT von St. Wendel                            | 49° 29′ 10″ N, 7° 12′ 36″ E | 462 m          | |
| 14 | Département Sarre (101) Albessen, Pfeffelbach                               | Lkrs. Kusel Albessen, Pfeffelbach                                              | 49° 31′ 18″ N, 7° 19′ 27″ E | 479 m          | ultérieurement déplacé de Albessen au bois de Pfeffelbach ; site « Frühwald » ou « Frähwald »                                                  |
| 15 | Département Sarre (101) Ulmet mont "Steinerner Mann"                        | Lkrs. Kusel Ulmet                                                              | 49° 34′ 50″ N, 7° 25′ 22″ E | 460 m          | |
| 16 | Département Sarre (101) Homberg bei Lauterecken mont « Husarenbusch »       | Lkrs. Kusel Homberg, Kirrweiler                                                | 49° 38′ 36″ N, 7° 29′ 40″ E | 456 m          | « Husarenbusch » est aussi désigné par « Husarenpötsch » sur les cartes récentes.                                                              |
| 17 | Département Sarre (101) Desloch, Lauschied Site « Deslocher Höhe »          | Lkrs. Bad Kreuznach Desloch                                                    | 49° 44′ 02″ N, 7° 36′ 50″ E | 383 m          | |
| 18 | D. Rhin-et-Moselle (103) Boos mont « Gangelsberg »                          | Lkrs. Bad Kreuznach Boos, Duchroth                                             | 49° 47′ 32″ N, 7° 44′ 10″ E | 342 m          | |
| 19 | D. Rhin-et-Moselle (103) Bad Kreuznach site « Hungriger Wolf »              | Lkrs. Bad Kreuznach Bad Kreuznach                                              | 49° 51′ 51″ N, 7° 50′ 32″ E | 223 m          | situation exacte : entre Hargesheim et Winzenheim pas encore connue ; coordonnées du point culminant ; "Hungriger Wolf" est un vignoble.       |
| 20 | Dép. Mont Tonnerre (102) Zotzenheim site « Napoleonshöhe »                  | Lkrs. Mainz-Bingen Zotzenheim                                                  | 49° 53′ 25″ N, 8° 00′ 37″ E | 270 m          | situation exacte inconnue d’après l’altitude ; coordonnées du point culminant.                                                                 |
| 21 | Dép. Mont Tonnerre (102) Schwabenheim/Selz « Windhäuserhof », « Heidenhof » | Lkrs. Mainz-Bingen Schwabenheim an der Selz                                    | 49° 55′ 53″ N, 8° 08′ 04″ E | 240 m ?        | situation exacte entre « Windhäuserhof » et l’ancien « Heidenhof » inconnue ; coordonnées du point culminant.                                  |
| 22 | Dép. Mont Tonnerre (102) Mayence Église Saint-Étienne de Mayence            | Stadt-Mainz Mayence Stefanstrasse                                              | 49° 59′ 44″ N, 8° 16′ 07″ E |                | |